# Volkswagen Neeza
Volkswagen Neeza – prototypowy samochód osobowy Volkswagena zaprezentowany na salonie samochodowym w Pekinie w 2006 roku. Pojazd  rozmiarami przypomina dużego SUV-a. 4 sierpnia 2007 Volkswagen zapowiedział, że rozpocznie jego produkcję w roku 2009. Najpierw ma on być sprzedawany w Chinach, potem być może trafi także do Europy.
Nazwa modelu nawiązuje do Ne-zhy, postaci z chińskiej historii.